# Aérodrome Princesse Olga de Pskov
L'aéroport Princesse Olga de Pskov (en russe : Международный аэропорт Шереметьево имени Александра Сергеевича Пушкина, (code IATA : PKV • code OACI : ULOO), est un aéroport qui dessert la ville de Pskov en Russie. Situé à sept kilomètres du centre-ville qui a été ouvert dans les années trente.

## Usages
Il sert de base au 334e régiment militaire de transport aérien volant sur Il-76.

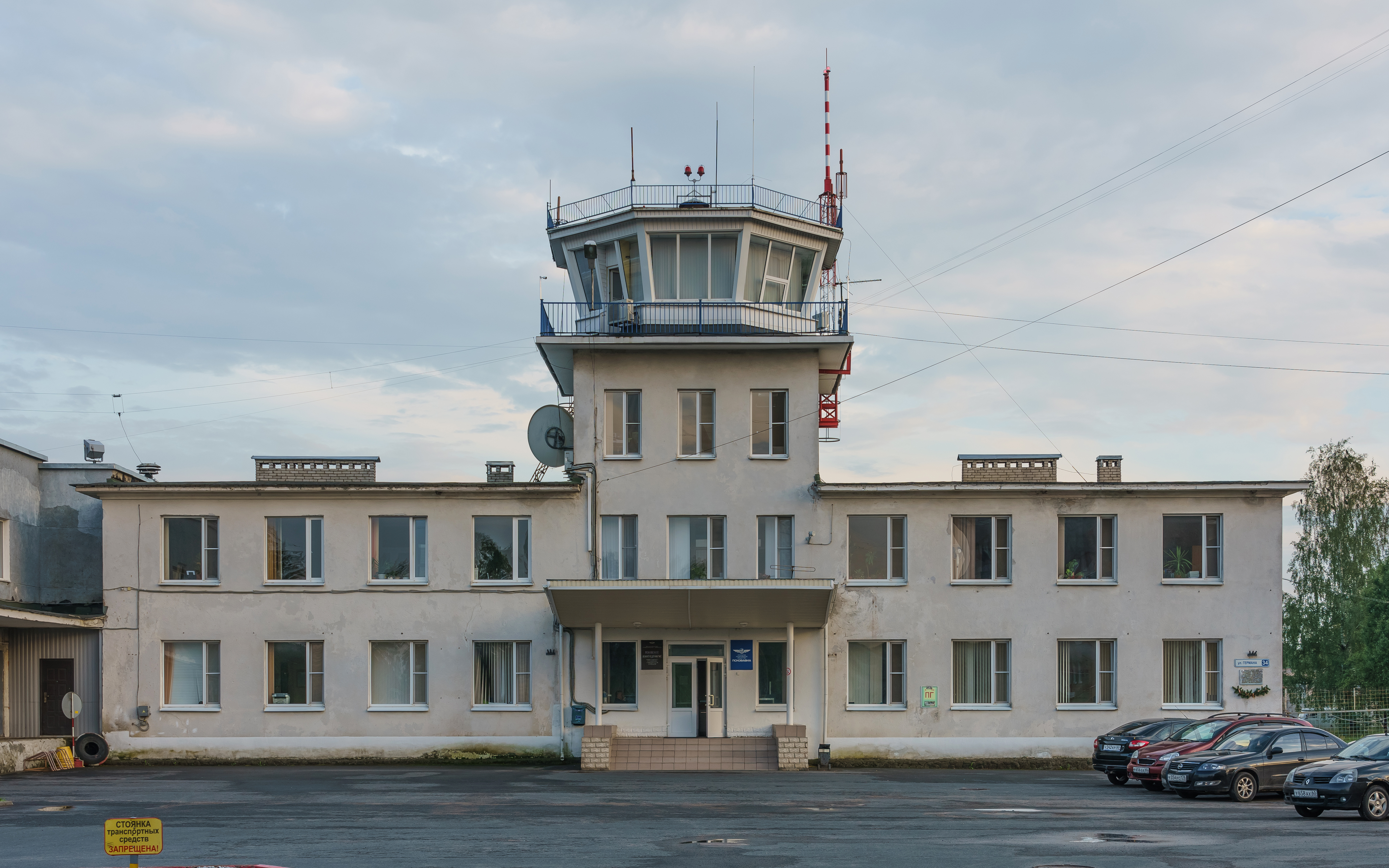
Tour de contrôle.
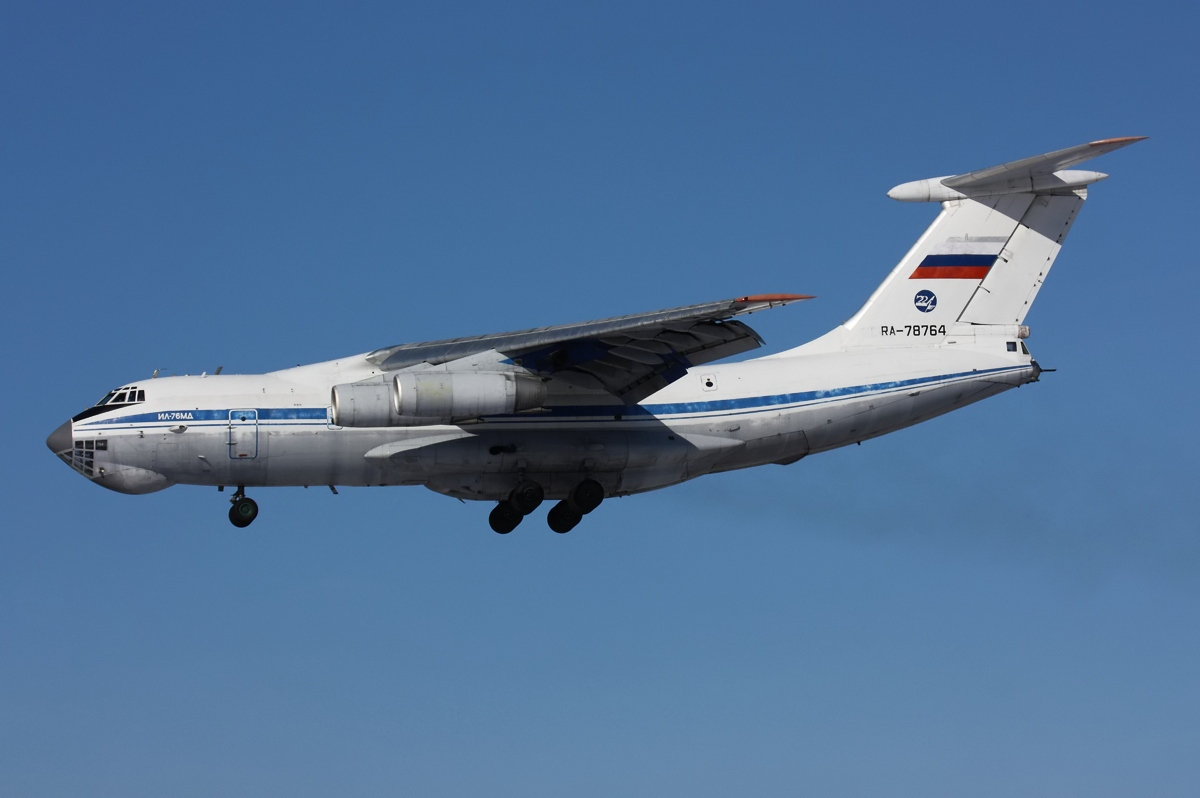
Un Il-76 de la 224e brigade volante.
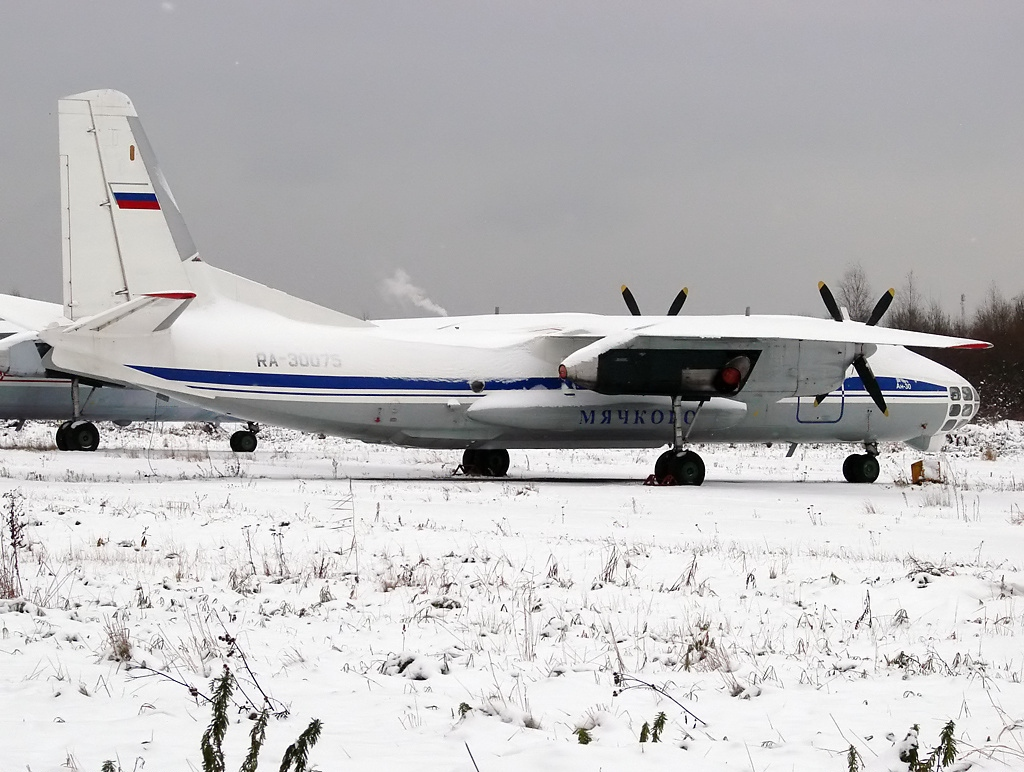
Un An-30.
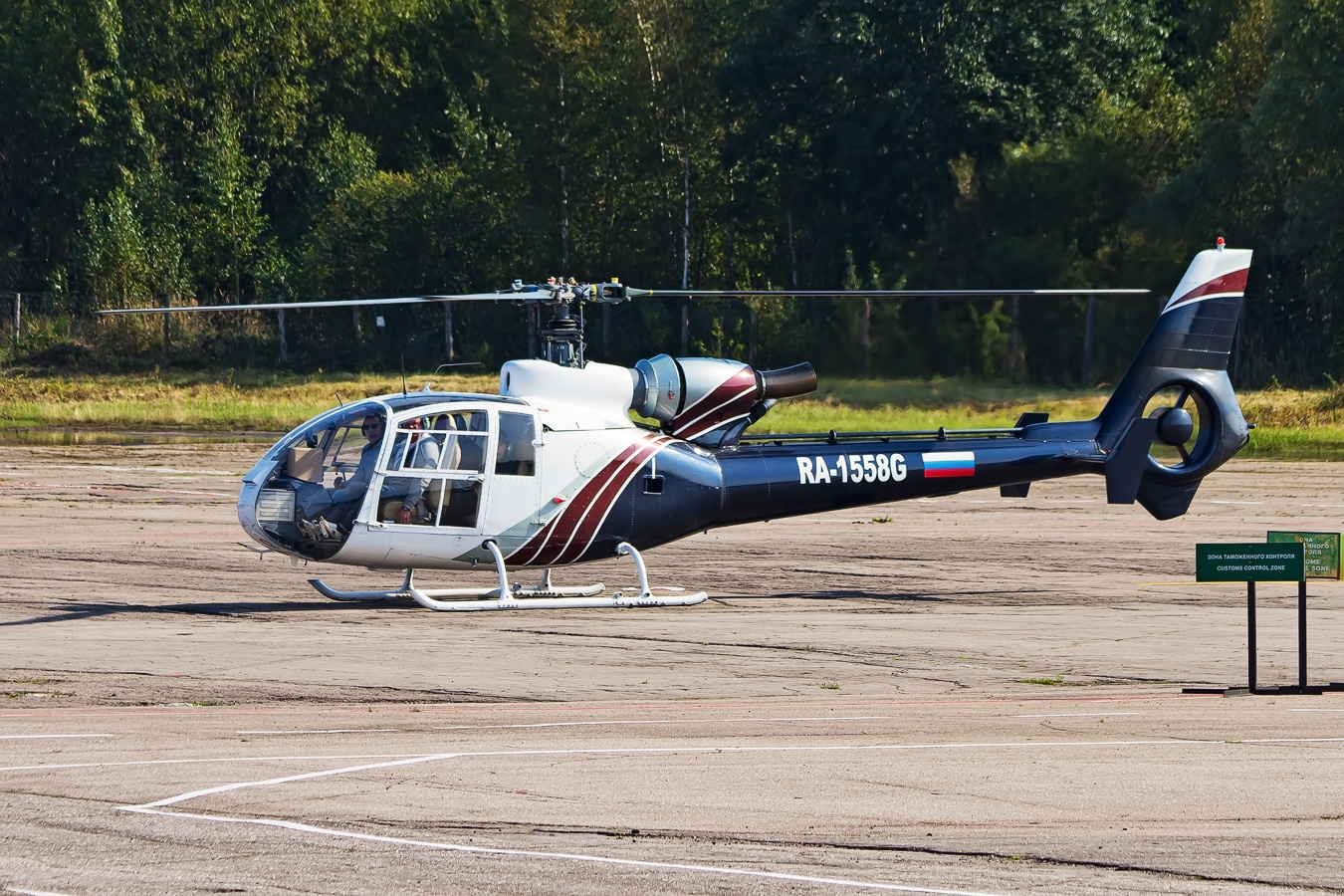
Une Gazelle.

## Situation
| \| 50 km1:1 791 000 \| Koursk Abakan Anapa Pskov Arkhangelsk Astrakhan Barnaoul Belgorod Blagoveshchensk Bratsk Grozny Guelendjik Iakoutsk Iékaterinbourg Ijevsk Ioujno-Sakhalinsk Irkoutsk Kaliningrad Kazan Kemerovo Khabarovsk Khanty-Mansiïsk Krasnodar Krasnoïarsk Magadan Magnitogorsk Makhachkala Mineralnye Vody Mirny Moscou · SVO Moscou · DME Moscou-VKO Mourmansk Narian-Mar Nijnekamsk Nijnevartovsk Nijni Novgorod Noïabrsk Alykel Novokouznetsk Novossibirsk Novy Ourengoï Omsk Orenbourg Oufa Oulan-Oude Oulianovsk Perm Petropavlovsk-Kamtchatski Rostov · sur-le-Don Sabetta Saint-Pétersbourg Salekhard Samara Saratov Simferopol Sotchi Sourgout Stavropol Kyzyl Syktyvkar Tcheliabinsk Tchita Tioumen Tomsk Vladivostok Volgograd Voronej |
| 50 km1:1 791 000 |